# تاج الدين أباد
تاج‌ الدين‌ أباد هي قرية في مقاطعة أشنوية، إيران. عدد سكان هذه القرية هو 873 في سنة 2006.